# Indigo
|  | Sammenskrivningsforslag Artiklerne Indigo (farvestof), Indigo er foreslået sammenskrevet. (Siden maj 2018) Diskutér forslaget |

Indigo spektrum
Indigo farvestof
Indigo er en bestemt blå farve, der kan udvindes af flere arter af slægten Indigo (Indigofera): Almindelig Indigo og Indigofera suffruticosa. Ordet indigo betyder 'farven fra Indien'. Den har været brugt til indfarvning af mumiers klæder i Egypten.
Farvespændet i indigo går fra en dyb, nærmest purpurmørkeblå i den gennemfarvede, mørke ende, til en sart, bleg, prøjserblå tone i den lyse ende. Jeans (cowboybukser) var traditionelt farvet med indigo.
Farven ligner en blanding af blå og rød i den fuldfarvede version, men det skyldes, at den blå farve er så ekstremt dyb, at den grænser til ultraviolet, og derved kommer det blå til at se rødligt ud.
Farvestoffet findes også i andre planter. Før indigo-farvestoffet kom til Europa fra Indien brugte man planten vajd til blåfarvning.

## Kemi
Den kemiske formel for indigo er 2,2'-Bis(2,3-dihydro-3- oxoindolyliden). Indigo er ikke opløseligt i vand, men det er den reducerede form, leuco-indigo (indigohvidt).
Indigo var en af de sværeste farver at fremstille syntetisk. Adolf Baeyer fik den først fremstillet i 1880, men det var først næsten 20 år senere, at firmaet BASF fandt en effektiv produktionsmetode.